# Bredemeyera floribunda
Bredemeyera floribunda är en jungfrulinsväxtart som beskrevs av Carl Ludwig von Willdenow. Bredemeyera floribunda ingår i släktet Bredemeyera och familjen jungfrulinsväxter. Inga underarter finns listade i Catalogue of Life.